# Сельскохозяйственные науки
Сельскохозяйственные науки — это широкая междисциплинарная область, которая охватывает части точных, естественных, экономических и общественных наук, которые используются в сельском хозяйстве.
К сельскохозяйственным относятся следующие науки:
- Агрономия — наука сельскохозяйственного производства растений и грибов; представляет собой комплекс разнообразных наук и занимается исследованием всех явлений, имеющих значение при этом производстве.
- Агрохимия — наука об оптимизации питания растений, применения удобрений и плодородия почвы с учётом биоклиматического потенциала для получения высокого урожая и качественной продукции сельского хозяйства, прикладная наука, составная часть раздела химии — «неорганическая химия».
- Агробиология — наука на стыке биологии, растениеводства и животноводства. Основной задачей агробиологии является раскрытие потенциала генетических и физиолого-биохимических свойств растений, животных, грибов и микроорганизмов полезных для человека.
- Агрогеография — раздел географии, занимающийся исследованием взаимосвязей между сельским хозяйством и окружающей географической средой; исследует также в более широком смысле пространственное распределение продукции растениеводства и животноводства в мире. Также наука изучает географию почв и агроклиматические ресурсы.
- Агрофизика — наука о физических, физико-химических и биофизических процессах, протекающих в агроэкологической системе «почва-растения-атмосфера», базируется на агробиологических и физико-математических науках, включает в себя физику твёрдой фазы почвы, гидрофизику почвы, теплофизику почвы, физику газовой фазы почвы, аэродинамические, радиационные и другие параметры приземного слоя воздуха, светофизиологию и радиобиологию растений, а также приёмы и средства регулирования внешних условий жизни растений.
- Зоотехния — наука о разведении, кормлении, содержании и правильном использовании сельскохозяйственных животных для получения от них возможно большего количества высококачественной продукции при наименьших затратах труда и средств.
- Ветеринария — наука, которая занимается профилактикой, диагностикой и лечением болезней, а также расстройствами и травмами животных.